# Consejo genético
 Consejo genético o asesoramiento genético es una de las actividades propias de la genética clínica y consiste en un proceso comunicativo para informar, educar y dar apoyo a individuos y familias que tienen una enfermedad genética o el riesgo de tenerla. El consejo genético les brinda a los pacientes información acerca de su enfermedad y les ayuda a tomar decisiones informadas. En rasgos más amplios se trata del estudio de los genes de un paciente con el objetivo de aportarle al mismo las probabilidades que presenta de heredar, trasmitir a su descendencia una patología determinada, enfocada en el aspecto propiamente genético.

## Definición
El consejo genético se define como el estudio que se realiza a través de la valoración clínica y pruebas especializadas (bioquímicas, citogenéticas, radiológicas, moleculares...) para saber si existe riesgo de que en una familia pueda repetirse, o bien aparecer por primera vez, alguna enfermedad hereditaria. Este consejo genético puede ser previo o a posteriori. 
1. En el primer caso, el consejo se imparte cuando, dentro de una familia, existe el antecedente de uno o más casos con alguna alteración que puede ser hereditaria y en relación con la cual se consulta con el fin de evitar su aparición.
2. El segundo se da tras al nacimiento del niño afectado. En este caso, el estudio deberá explicar cuál será la evolución del defecto o enfermedad, así como sobre el manejo terapéutico, dietético o de rehabilitación.

Según la American Society of Human Genetics, sus objetivos son:
1. Informar sobre el diagnóstico, pronóstico y tratamiento del trastorno genético.
2. Permitir la comprensión del mecanismo hereditario y la probabilidad o riesgo de otros familiares.
3. Plantear las alternativas reproductivas al riesgo de recurrencia.
4. Favorecer la elección individual de opciones aceptables, según la percepción personal del riesgo, los objetivos y valores.
5. Facilitar la adaptación a la presencia del trastorno y a su riesgo de recurrencia.

Se trata, por tanto, de un proceso complejo que integra componentes clínicos, psicológicos, educativos y éticos.
La comunicación de riesgo es un proceso educativo, por medio del cual, el consejero genético intenta explicar cómo se hereda una enfermedad genética y qué probabilidad hay de que pueda pasarse a los hijos.
Por tanto, es fundamental que antes de la realización de un test para el diagnóstico genético de una enfermedad, se realice el consejo genético con el paciente. Este tiene derecho a decidir si quiere o no saber si padece una enfermedad.
Se evaluará si es correcta la aplicación del test considerando diferentes aspectos como la relación coste/beneficio. También se informará de las consecuencias médicas y psicológicas que puede conllevar los resultados del test para el individuo y sus familiares (consejo genético propiamente dicho)

## Motivos para solicitar el consejo genético
1. Cuando hay historia familiar de algún padecimiento genético conocido o alguna condición patológica recurrente.
2. Ante malformaciones que se detecten tras el nacimiento, ya sean únicas o múltiples y de cualquier parte del cuerpo.
3. Alteraciones metabólicas que se presenten en el recién nacido o en el lactante dentro de las primeras horas o semanas de vida, con manifestaciones muy diversas, como hipotonía (flacidez del cuerpo), olor poco "usual", vómito persistente, dificultad para ganar peso, dificultad respiratoria, ictericia (color amarillento de la piel), hepatomegalia (hígado aumentado del tamaño), letargia, coma, sangrado sin causa aparente y, en algunas ocasiones, crisis convulsivas (movimientos anormales involuntarios) de difícil control.
4. Retraso mental o retraso en el desarrollo o también cuando este último se asocia a signos dismórficos menores.
5. Talla baja o alteraciones del crecimiento.
6. Genitales ambiguos o desarrollo sexual anormal.
7. Infertilidad, esterilidad o pérdida fetal.
8. Cuando una mujer pretende conseguir un embarazo con 35 años o más; así como ante determinados estados maternos sistémicos como la desnutrición, epilepsia y diabetes mellitus.
9. Cuando existe consanguinidad positiva ,parejas entre familiares.
10. Cuando se sabe si se es portador de algún padecimiento genético relativamente frecuente, como la fibrosis quística.
11. Enfermedades genéticas degenerativas de inicio en la edad adulta , como la Corea de Huntington.
12. Problemas de conducta de influencia genética, como la esquizofrenia.
13. Cuando se ha estado expuesto a agentes potencialmente mutagénicos o teratógenos.
14. Si se planea tener un embarazo, ayuda a la persona a conocer las condiciones genéticas de la familia y los posibles riesgos de que el bebé herede ciertas enfermedades. Así como puede recomendar e informar sobre la tecnología de la reproducción asistida.
15. Durante el embarazo, puede interpretar e informar a la persona embarazada sobre resultados anormales en el análisis (amniocentesis, análisis de sangre, etc.), de forma que pueda decidir si interrumpir el embarazo o no.

## Importancia del asesoramiento genético
Debido al rápido avance de las técnicas de diagnóstico actuales, el papel de asesor genético constituye cada vez más una necesidad en los centros clínicos que tratan con trastornos genéticos. El objetivo del asesoramiento genético es doble. En primer lugar, participa en el diagnóstico de enfermedades además de en la estimación del riesgo de heredar la enfermedad mediante pruebas genéticas. Por otro lado, constituye el nexo de unión entre los resultados y los pacientes, de una manera bidireccional, al recabar información de estos y ponerla en conocimiento, pudiendo así influenciar el tipo de prueba a realizar y el significado de los resultados, como ayudando a interpretar los datos obtenidos, asegurándose del correcto entendimiento de los resultados de las pruebas y proporcionando apoyo a la hora de determinar qué se debe hacer una vez conocidos los resultados.
El creciente número de pruebas genéticas requiere de algún especialista capaz de estrechar el rango de posibles pruebas a realizar a los pacientes, para ello una figura que esté en contacto con los propios pacientes resulta de gran utilidad. Al tratar con los pacientes el especialista en asesoramiento genético debería ser capaz de aclarar las dudas que presenten los pacientes, explicar los riesgos que conlleva la enfermedad que se está estudiando en cada caso y asegurarse de que los pacientes y familiares entienden su derecho a no conocer la presencia de una enfermedad.
De esta forma se observa que el del asesor genético es un papel crucial en las clínicas durante todas las fases del diagnóstico:
-Al comenzar, a la hora de recabar información de los pacientes y familiares, proporcionando información sobre las pruebas a realizar y las posibles consecuencias de conocer los resultados, tanto a nivel físico como psicológico.
-Durante el propio estudio de la enfermedad, para ayudar a determinar qué pruebas tienen más posibilidades de encontrar la información que se busca, siempre teniendo en cuenta el coste de estas y la información útil que permiten proporcionarle al paciente a posteriori.
-A la hora de analizar y comunicar los resultados a las familias, explicando el significado de los resultados y proporcionando aclaración a las dudas que puedan surgir, además de aconsejar en los siguientes pasos que deberían seguirse en cuanto a tratamiento o prevención de la enfermedad, utilizando esta información de la manera más ética e imparcial posible, para poder proporcionar una ayuda crucial en casos de desconocimiento.

## Diagnóstico molecular
Está estrechamente relacionado con el consejo genético.
Una vez conocida la enfermedad, el diagnóstico molecular nos ofrece información sobre el tipo de variable que la enfermedad tiene y, por tanto, como va a evolucionar. Es por ello muy útil para el diagnóstico temprano de la enfermedad. La excepción es ocupada por los casos en los que la expresión génica es variable, donde la definición de la mutación causante de la enfermedad genética no predice la gravedad de la misma.
Sin embargo, la información aportada por un diagnóstico molecular normalmente no es usada para elegir la terapia, puesto que esta actúa sobre el fenotipo y el diagnóstico molecular nos ofrece información sobre el genotipo asociado con la enfermedad. 
Los genetistas tienen un papel primordial en este tipo de procesos, ya que, una vez que se obtiene el resultado de las pruebas moleculares, deben interpretar lo que esto significa para el individuo y dar la posible solución. En muchos casos, el resultado de la prueba es dado de manera directa al individuo, y este no sabe lo que realmente significa, ni las implicaciones que podría tener.

## Consejo genético reproductivo
El consejo genético reproductivo se orienta a parejas con dificultades para concebir. Estas parejas, presentan en ocasiones un mayor riesgo genético que otras parejas de edad y hábitos similares. En el consejo genético reproductivo, se valoran los riesgos a través de diferentes pruebas, pruebas tales como, el FISH en espermatozoides o el estudio de fragmentación del ADN. Estas dos pruebas, además nos van a hablar de pronóstico a la hora de enfrentarnos a un tratamiento de reproducción asistida y ayudan, a su vez, a la elección del tratamiento más adecuado. Cuando el riesgo es elevado puede ser útil el análisis genético de los embriones o diagnóstico genético preimplantacional, que nos permite diferenciar entre los embriones normales y los que presentan algún desequilibrio o alteración genética, y así transferir con mayores garantías de que la gestación llegue a buen término.
Estas pruebas se suelen realizar en centros de reproducción asistida o en laboratorios de ADN donde realizaran todas las pruebas necesarias para determinar cual es la situación, y que caminos se deben tomar para alcanzar el objetivo o minimizar los posibles problemas.